# Виноградский, Илья Александрович
Илья Александрович Виноградский (1867—1910) — русский морской офицер.

## Биография
Родился в семье губернского секретаря Александра Ильича Виноградского (1836—1905) и его супруги Ольги Карловны (1843—?), дочери отставного полковника артиллерии и георгиевского кавалера Карла Осиповича Осмоловского.
16 сентября 1884 года зачислен воспитанником в Морское училище, которое окончил 29 сентября 1887 года с присвоением чина мичмана и зачислением в 8-й флотский экипаж.
В 1888 году переведён в Сибирский экипаж и совершил плавание на Дальний Восток в должности вахтенного начальника на пароходе «Нижний Новгород». В 1889—1890 годах плавал на канонерской лодке «Сивуч». В 1890—1891 годах исправлял должность старшего штурманского офицера и вахтенного начальника на канонерской лодке «Манджур».
6 сентября 1891 года был переведен на Балтийский флот. В 1893—1895 годах в должности вахтенного начальника крейсера «Генерал-Адмирал» участвовал в походе русской эскадры в Соединённые Штаты, для участия в юбилее 500-летия открытия Америки. 1 января 1894 года произведен в чин лейтенанта.
В 1896 году командовал пароходом «Онега» и был зачислен в Гвардейский экипаж. В том же году награждён серебряной медалью «В память Царствования Императора Александра III» и саксоно-кобургским орденом Саксен-Эрнестинского Дома кавалерского креста 1-го класса. В следующем году был награждён бронзовой медалью «За труды, понесенные при проведении всероссийской переписи 1897 г.» и сиамским орденом Короны 4-го класса. В 1897—1899 годах постоянно находился в командировках, участвуя в работе противочумной комиссии. В 1898 году «за полезные труды в Высочайше учрежденной комиссии о предупреждении занесения в Империю чумной заразы и о борьбе с ней» награждён орденом Св. Анны 3-й степени и серебряной медалью «В память Священного Коронования Их Императорских Величеств». Летом 1899 года находился в плавании на яхте «Полярная звезда» и 6 декабря назначен адъютантом генерал-адмирала великого князя Алексея Александровича. 20 мая того же года был награждён орденом Св. Владимира 4-й степени, награждён бухарским орденом Звезды 2-го класса. В 1900 году заведовал катером «Кит». В том же году награждён персидским орденом Льва и Солнца 2-й степени.
Во время Китайских событий 1900—1901 годов командовал миноносцем № 205 и участвует в сухопутной военной экспедиции в Маньчжурию.
20 августа 1901 года вернулся в С.-Петербург и был назначен заведующим катером «Кит» при яхте генерал-адмирала «Стрела».
В том же году был награждён медалью «В память военных событий в Китае 1900—1901 годов» и 24 декабря золотой саблей с надписью «За храбрость». В 1902—1903 года был награждён французским орденом Почётного легиона кавалерского креста, японским орденом Восходящего солнца 5-го класса, прусским орденом Короны 3-й степени и мекленбург-шверинским орденом Короны кавалерского креста.
1 января 1904 года награждён орденом Св. Станислава 2-й степени, а 20 мая произведён в чин капитана 2-го ранга.
2-6 июня командовал отрядом миноносцев Сибирской флотилии в набеговой операции на Хакодатэ, а 15 июня — в усиленной рекогносцировке порта Вонсан. Принимал участие в потоплении японских транспортов «Ансэй-Мару», «Хакиман-мару» и «Сэйэй-мару». 21 июня 1904 года назначен старшим офицером крейсера «Громобой».
29 сентября 1904 года за отличие в бою в Корейском проливе награждён орденом Св. Георгия 4-й степени. В том же году награждён мечами к ордену Св. Владимира 4-й степени. 17 ноября 1905 года избран членом временной кавалерской думы ордена Святого Георгия во Владивостоке. Отчислен от должности адъютанта генерал-адмирала с переводом во флот и назначением командиром эскадренного миноносца «Страшный» 1-го отряд минных судов Балтийского моря. В 1907 году награждён орденом Св. Анны 2-й степени. 28 декабря 1909 года произведён в чин капитана 1-го ранга.
Именем Виноградского назван мыс в устье Уссурийского залива.

## Сочинения
- Морской гвардейский экипаж в кампанию 1813 года / Сост. Гвард. экип. лейт. И. Виноградский. — СПб., 1903 — 72 с.